# 黑尔普森
黑尔普森是德国下萨克森州的一个市镇。总面积7.77平方公里，总人口1936人，其中男性967人，女性969人（2011年12月31日），人口密度249人/平方公里。